# 锡布萨格尔县
锡布萨格尔县（英語：Sivasagar district）是印度的一個縣，位於該國東北部，由阿薩姆邦負責管轄，面積2,668平方公里，主要經濟活動有工業，2011年人口1,150,253，人口密度每平方公里431人。
26°59′03.90″N 94°37′53.07″E / 26.9844167°N 94.6314083°E